# Акваланг
Аквалангът (от лат. aqua – „вода“ и англ. lung – „бял дроб“) е апарат за дишане под вода, който подава на гмуркача въздух с налягане, изравнено с това на околната среда. В света този апарат е известен с търговското наименование Aqua-lung (както е в английски език, руски и др. езици), заимствано от наименованието на фирмата производител. На френски апаратът е известен като scaphandre autonome, името, дадено му от неговите създатели.

## История
Аквалангът от система „открит тип“ – такъв, какъвто е познат масово в наши дни, е изобретен от директора на Океанографския музей в Монако и президент на CMAS-Върховната международна организация на съюза на спортистите – леководолази, капитан Жак-Ив Кусто съвместно с френския инженер Емил Ганян през 1943 г..
Проблемът при създаването му е бил изобретяването на автоматичен клапан-регулатор, който да дозира въздуха и да го подава при вдишване, изравнявайки налягането му с налягането на околната среда. Изобретеният от Емил Ганян редукционен клапан за горелки за светилен газ помага на Жак-Ив Кусто да реши проблема с дихателния автомат и през 1943 г. той създава акваланга, който като система се състои от: бутилки със сгъстен въздух, дихателен автомат, съединителен тройник, маркучи за вдишване и издишване, наустник с клапан и ремъци за прикрепване на системата към гърба на аквалангиста.
След края на Втората световна война Ганян и Кусто лицензират автономния скафандър (scaphandre autonome) модел CG-45 (C-Кусто, G – Ганян и годината 1945) и го пускат на пазара под търговското име Aqua-Lung, така, както е и наименованието на регистрираната за целта фирма за производство. От 1946 година аквалангът CG-45 се произвежда и с негова помощ става възможно да се осъществят както много океанографски научни изследвания, така и първите подводни археологически експедиции. Следващите модели са с нова конструкция на дихателния автомат с името Mistral (1955 г.)

### Първите български акваланги
През 1958 г. Иван Джаков от София и Здравко Ранков от Созопол, независимо един от друг, конструират от стоманени бутилки и авиационни кислородни дихателни автомати първите български акваланги. Тогава ЦК на ДОСО организира в Созопол първия 10-дневен курс за леководолази. През октомври 1958 г. Иван Джаков представя във Варна своите самоделни акваланги „ИД-1“ и „ИД-2“.

## Необходимо оборудване на аквалангиста
Аквалангът включва следното оборудване, за да може леководолазът-аквалангист успешно да плува и да работи под водата:
- Бутилка за високо налягане с ремъци за захващане към тялото и сгъстена дихателна смес. Вместимостта е 2, 3, 6, 9, 12, 15, 18, 20 литра, а налягането е от 150 до 300 bar;
- Тръби, дихателен автомат и манометър;
- Подводна маска и шнорхел;
- Колан с тежести за баласт при подводно плуване;
- Нож с кания за закрепване към крака;
- Плавници;
- Неопренов костюм.